# 硫氰酸铈
硫氰酸铈是一种无机化合物，化学式为Ce(NCS)3，或写作Ce(SCN)3。它可由硫氰酸钡和硫酸铈(III)反应制得。

## 化学性质
硫氰酸铈可以和一些配体形成配合物，如Ce(4-bipy)2(NCS)3·5H2O、Ce(C8H18O5)2(NCS)3(H2O)等。